# Alf Martinsen
Alf Martinsen (* 29. Dezember 1911; † 23. August 1988) war ein norwegischer Fußballspieler.

## Sportlicher Werdegang
Auf Vereinsebene begann er seine Karriere beim Arbeiterverein Lillestrøm Fram FC, bevor er zu Lillestrøm SK wechselte. 1936 avancierte er zum norwegischen Nationalspieler. Mit der Auswahlmannschaft nahm er an den Olympischen Sommerspielen 1936 teil und erreichte – unter anderem durch einen 2:0-Erfolg über Deutschland unter den Augen Adolf Hitlers – das Halbfinalspiel. Der amtierende Weltmeister Italien setzte sich mit 2:1 in der Verlängerung durch, Annibale Frossi erzielte den Siegtreffer, nachdem Arne Brustad in der regulären Spielzeit Alfonso Negros Führungstreffer ausgeglichen hatte. Im Spiel um die Bronzemedaille war Brustad mit drei Toren Matchwinner, als Polen mit 3:2 besiegt wurde. Er nahm zwei Jahre später auch an der Weltmeisterschaft 1938 teil, blieb beim Turnier aber ohne Einsatz. Bis 1946 dauerte seine Nationalmannschaftskarriere, in der er in 25 Länderspielen zehn Tore erzielte.
1947 beendete Martinsen seine aktive Karriere und trainierte in der Folge Lillestrøm SK in zwei Abschnitten, zunächst von 1947 bis 1950 und später von 1952 bis 1953.